# Coproporphyrinogène
Un coproporphyrinogène est un tétrapyrrole substitué avec quatre groupes propionyle –CH2–CH2–COOH et quatre groupes méthyle –CH3.
La variété la plus abondante est le coproporphyrinogène III, formé à partir de l'uroporphyrinogène III par l'uroporphyrinogène décarboxylase et converti en protoporphyrinogène IX par la coproporphyrinogène III oxydase, dans le cadre du métabolisme des porphyrines.
Le coproporphyrinogène I est une variété qui se forme dans la porphyrie aiguë intermittente.